# Proces świętojurski

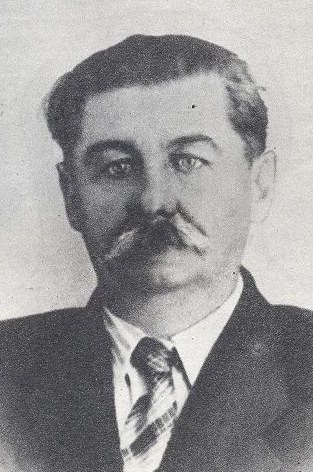
Stefan Królikowski, poseł na sejm I kadencji, skazany w procesie

Proces świętojurski – proces działaczy Komunistycznej Partii Galicji Wschodniej toczący się od 22 listopada 1922 do 11 stycznia 1923 przed sądem przysięgłych we Lwowie. 

## Historia
Wśród oskarżonych znajdowali się wszyscy uczestnicy krajowej konferencji Komunistycznej Partii Galicji Wschodniej, która rozpoczęła się 30 października 1921 w zabudowaniach lwowskiej katedry św. Jura (stąd nazwa procesu). W pierwszym dniu obrad aresztowano 26 osób m.in. Nestora Chonyma, Kazimierza Cichowskiego, Ostapa Dłuskiego, Czesławę Grosserową i Stefana Królikowskiego.
W procesie oskarżano 39 działaczy komunistycznych, a ostatecznie skazano 10, w tym posła Stefana Królikowskiego, członka Komitetu Centralnego KPP Kazimierza Cichowskiego i sekretarza KC Komunistycznej Partii Galicji Wschodniej Osypa Kriłyka. Oskarżeni skazani zostali na kary więzienia wynoszące od dwóch do trzech lat więzienia. Nazwa procesu odnosi się do miejsca konferencji, w czasie której działacze zostali aresztowani, podziemi klasztoru św. Jura.